# دیوید کوما

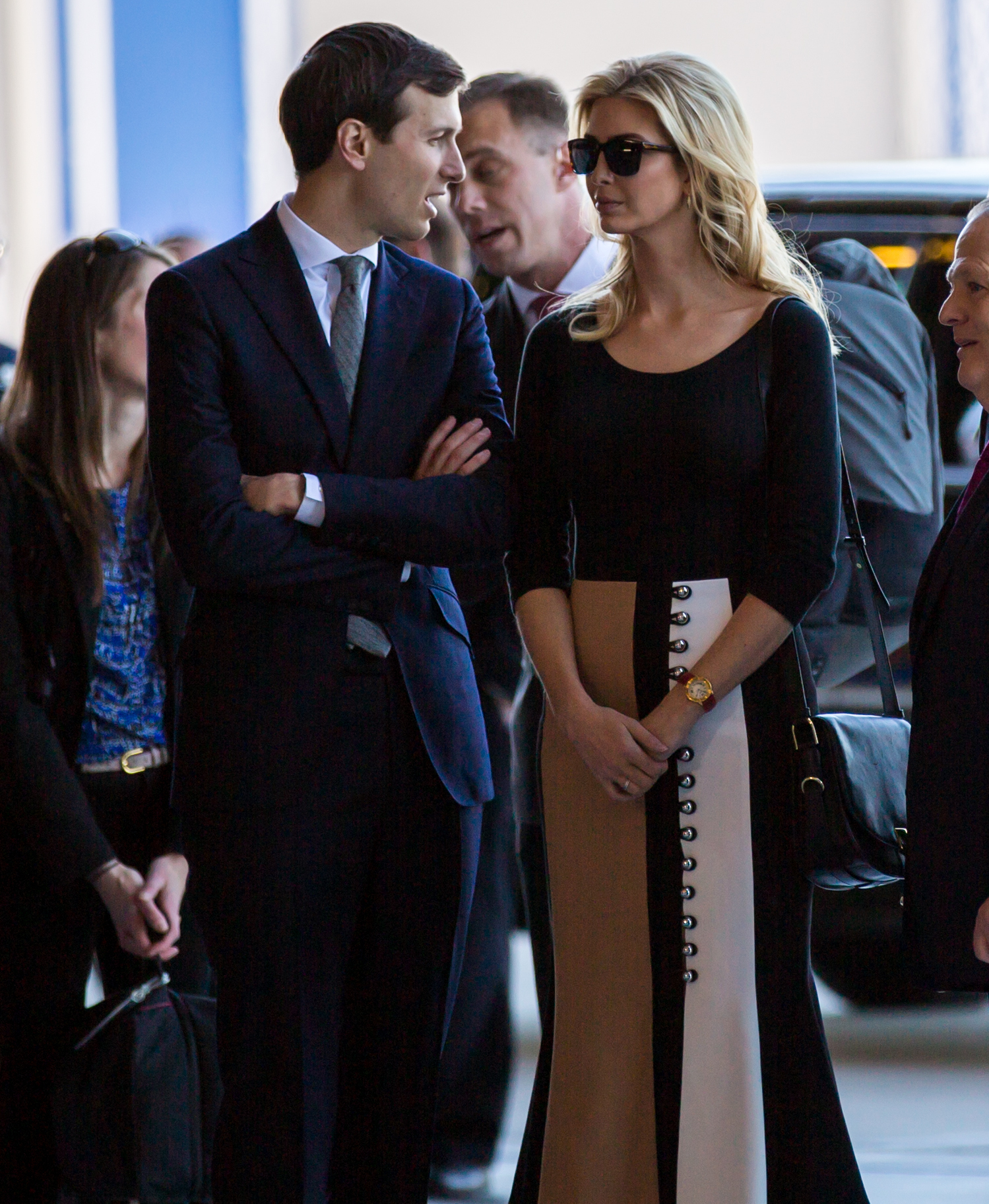
ایوانکا ترامپ، دختر رئیس‌جمهور آمریکا دامن طراحی شده توسط دیوید کما را برتن دارد

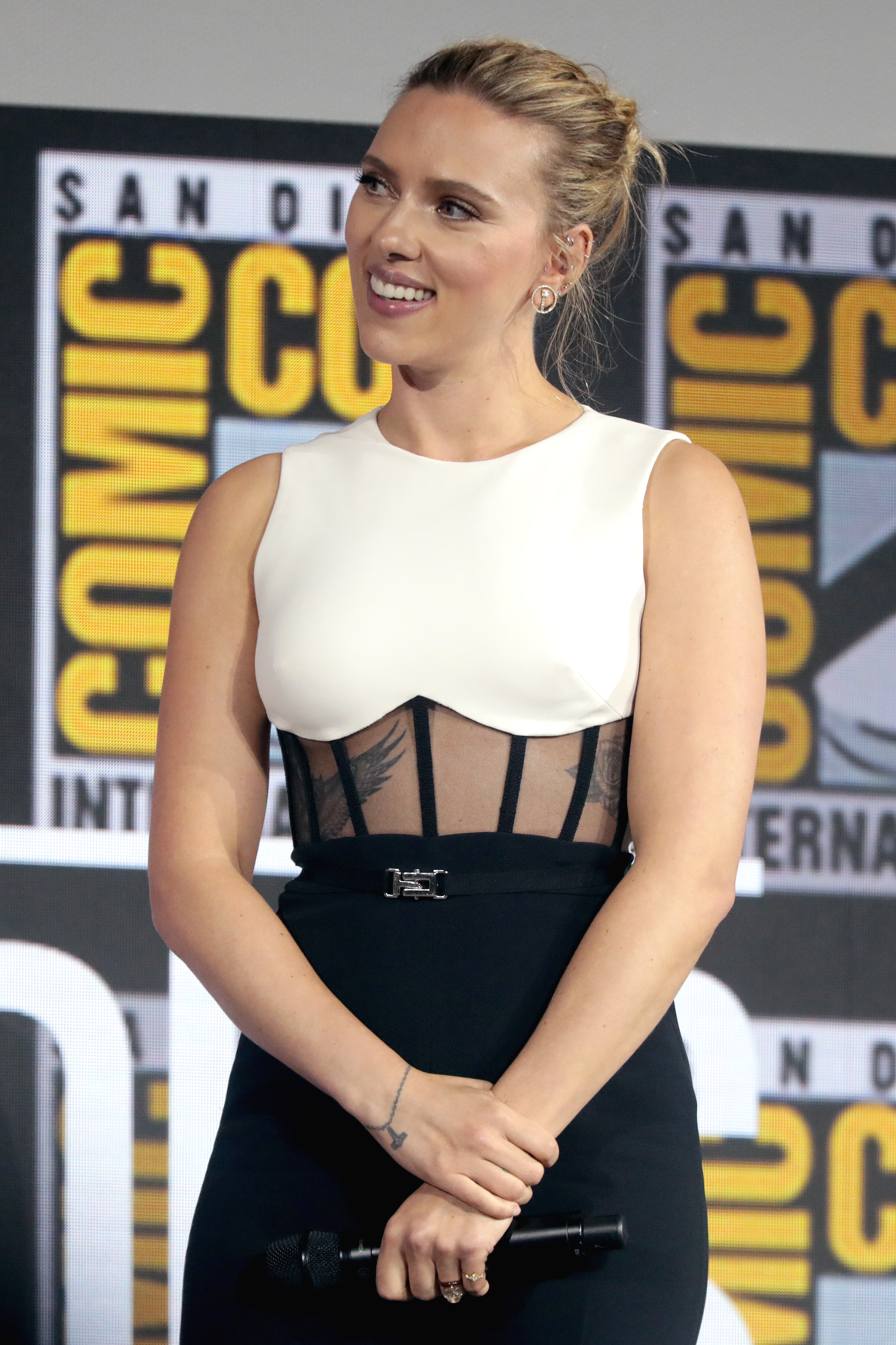
لباس راحتی اسکارلت جوهانسون در کامیک-کان سن دیگو ۲۰۱۹ طراحی شده توسط دیوید کوما

دیوید کوماخیدزه (گرجی: დავით კომახიძე) معروف به دیوید کما یک طراح لباس گرجی‌تبار در لندن، انگلستان است.
افراد مشهور بین‌المللی از جمله بیانسه، جنیفر لوپز، کارا دلوین، کندال جنر و روزی هانتینگتون وایتلی اغلب به خاطر لباس مخصوص فرش قرمز به این طراح مراجعه می‌کنند.

## زندگی شخصی
کوما در تفلیس، گرجستان متولد شد. او یک برادر و خواهر کوچکتر دارد. والدین وی در سن پترزبورگ روسیه زندگی می‌کنند. وی مالک برند معروفی با نام خودش است.

## تحصیلات
کوما هنرهای زیا را در سن پترزبورگ فراگرفت. او از هشت سالگی در طراحی لباس استعداد داشت. در ۱۳ سالگی در مسابقات طراحی شرکت داشت. در سال ۲۰۰۳ کوما به لندن رفت و تحت راهنمایی پروفسور لوئیز ویلسون در کالج «Central Saint Martins» طراحی مد را تحصیل کرد. در آوریل ۲۰۰۹ وی با مدرک کارشناسی طراحی مد از کالج «Central Saint Martins» فارغ‌التحصیل شد. همچنین وی جایزه طراحی هارودز در هفته مد فارغ التحصیلان رادریافت کرد.

## فعالیت‌ها
کوما پس از فارغ‌التحصیلی نام تجاری معروف خود یعنی «دیوید کوما» را راه اندازی کرد. وی از زمان تأسیس برندش تاکنون در هفته مد لندن شرکت داشته‌است.

این برند در طول فعالیتش جوایز زیادی از جمله Vauxhall Fashion Scout در سال ۲۰۰۹، حمایت مالی NEWGEN در سال ۲۰۱۰ و Fashion Forward را در سال ۲۰۱۳ دریافت کرده‌است.

دیوید کما از دسامبر ۲۰۱۳ تا دسامبر ۲۰۱۷ به عنوان مدیر خلاقیت شرکت مدولباس فرانسوی Mugler فعالیت می‌کرد.